# 斯溫基夫卡河
斯溫基夫卡河（烏克蘭語：Свинківка），是烏克蘭的河流，位於該國中部，屬於科洛馬克河的右支流，流經波爾塔瓦州，河道全長59公里，流域面積321平方公里，河水來自雨水和融雪。